# Ripoll (rivier)
De Ripoll is een rivier in de comarca Vallès Occidental en een zijrivier van de Besòs, in Spanje.

## Geografie
De Ripoll ontspringt in het gebergte van Granera, op 640 meter hoogte in het Nationale Park van Sant Llorenç del Munt i l'Obac. De rivier stroomt richting het zuiden tussen de gebergten van Farell en Sant Llorenç del Munt en gaat via Sant Feliu del Racó, Castellar del Vallès, Sabadell, Barberà del Vallès, Ripollet en Montcada i Reixac, waar zij samenkomt met de rivier de Besòs.
De belangrijkste zijrivieren van de Ripoll zijn aan de linkerkant de bergstromen van Canyelles en van la Tosca en de Riutort; en aan de rechterkant de bergstroom van Ribatallada, de rivier Sec en de bergstroom van Sant Cugat del Vallès.
De lengte van de hoofdstroom van de rivier is 39,2 kilometer en het totale parcours van haar zijrivieren beslaat ongeveer 181,5 kilometer.

## De overstromingen van 1962
Gedurende de migratiestromen van de jaren 40 en 50 in de 20e eeuw werden er in een snel tempo wijken gebouwd op de oevers van de rivier. Op 25 september 1962 vond er een korte, maar hevige regenbui plaats, waardoor de rivier de Ripoll zich ongeveer vier tot zes meter uitbreidde en alles meenam wat ze op haar weg vond. Nabijgelegen wijken werden helemaal weggevaagd. Dit drama veroorzaakte de dood van ongeveer duizend mensen.